# 서강데뷔작영화제
서강데뷔작영화제(Sogang Debut Film Festival)는 2004년부터 9월마다 서강대학교에 의해 개최되고 있는 영화제이다. 대한민국 최초의 데뷔작 영화제이며, 우수작의 경우 알바트로스상이 시상된다.

## 영화제 목록
- 제1회 (2004)
- 제2회 (2005)
- 제3회 (2006)
- 제4회 (2007)
- 제5회 (2008)
- 제6회 (2009)
- 제7회 (2010)
- 제8회 (2011)
- 제9회 (2012)
- 제10회 (2013)
- 제11회 (2014)
- 제12회 (2015)
- 제13회 (2021)